# Corallicythere dianiensis
Corallicythere dianiensis is een mosselkreeftjessoort uit de familie van de Cytherideidae. De wetenschappelijke naam van de soort is voor het eerst geldig gepubliceerd in 1993 door Jellinek.